# Il segreto dell'Olandese
Il segreto dell'Olandese (The Dutchman's Secret) è una storia a fumetti della Disney scritta e disegnata da Don Rosa nel 1999 che, per i temi trattati, è collegata alla Saga di Paperon de' Paperoni, realizzata sempre da Rosa fra il 1992 e il 1994 e seguito di Il vigilante di Pizen Bluff.

## Trama
Paperone scopre di avere la mappa del tesoro dell'Olandese. Così, con Paperino, Qui, Quo e Qua giunge in Arizona. Dopo alcune ricerche Paperone entra in una voragine, seguendo il cartello "Miniera di Jacob Walz - Alla larga!".I paperi salvano Paperone, pensando si trattasse di un trabocchetto. Più tardi trovano una caverna, la miniera, che si affaccia su un burrone. Un uomo, però, li ha seguiti e, dopo aver rubato un po' d'oro, si è preso la corda. Paperino trova il cappello di Paperone, che quest'ultimo aveva perso nella voragine. Così capiscono che la voragine conduceva lì, e, dopo aver fatto saltare in aria il soffitto, tornano in città dove arrestano il bandito.

## Curiosità
Il D.U.C.K., la dedica a Carl Barks, è formato dalle pieghe del sacco di denaro in basso a sinistra, nella prima pagina.